# Rejestracja (zespół muzyczny)
Rejestracja (Rejestracja Przedpoborowa lub Rejestracja P.P.) – polski zespół punkrockowy.

## Historia

### 1980–1984
Powstał w 1980 roku w Toruniu założony przez basistę Sławomira Kapłunowa, gitarzystę Lecha Jarockiego, perkusistę Tomasza Siatkę i wokalistę Grzegorza Sakerskiego. Muzycy zadebiutowali w toruńskim klubie „Od Nowa” w 1981 roku, prezentując publiczności materiał z pogranicza punka i nowej fali. W tym czasie Jarockiego zastąpił Zbigniew Cołbecki, a zespół trafił pod opiekę Waldemara Rudzieckiego (ówczesnego kierownika „Od Nowy”), którego kontakty pozwoliły w przyszłości organizować koncerty dla zespołu w wielu miastach Polski. Pierwszy występ, który przykuł uwagę szerszej publiczności miał miejsce w listopadzie 1981 roku na Drugim Toruńskim Przeglądzie Muzyki Nowofalowej. Po wprowadzeniu stanu wojennego w grudniu 1981 roku zespół zawiesił działalność do marca następnego roku. Wówczas w miejsce Cołbeckiego (utworzył grupę Bikini), zaangażowano Tomasza Murawskiego. Z Murawskim Rejestracja przedstawiła krótkie utwory w stylu hardcore (m.in. „Darmowe wczasy”, „Nowa generacja”). Zespół w tym czasie występował m.in. w Poznaniu, Gdańsku, Warszawie, Bydgoszczy zyskując coraz większą sławę i tym samym rzesze fanów. Latem 1982 roku muzycy zakwalifikowali się na festiwal w Jarocinie. Fragment tego występu ukazał się w krótkim reportażu Pawła Karpińskiego Jarocin '82. We wrześniu zespół dokonał nagrań w studiu Radia Studenckiego „Klub Morski” przy Uniwersytecie Mikołaja Kopernika w Toruniu, które później rozprowadzane były na koncertach (nagrania realizował Wojtek Poza). W czerwcu 1983 pojawili się na Festiwalu Nowej Fali w „Od Nowie”, a później wystąpili na FMR w Jarocinie na dużej scenie, kwalifikując się tym samym do krajowej czołówki reprezentantów muzyki alternatywnej. Jeszcze w tym samym roku Karpiński zaprosił zespół do udziału w swoim filmie To tylko Rock. Na potrzeby filmu muzycy Rejestracji nagrali w tonpressowskim studiu utwór „Wariat”, którego realizacji podjął się gitarzysta Republiki – Zbigniew Krzywański (w 1987 roku ta wersja piosenki trafiła na kompilację Tour de Farce, vol. 2 – wydaną przez niemiecką wytwórnię eMpTy Records). Niedługo po tym, ze strony warszawskiej „Rock Estrady” padła propozycja nagrania płyty, która nie doszła do skutku w wyniku m.in. problemów muzyków z narkotykami. W 1984 po odejściu Siatki zakończył się pierwszy etap działalności zespołu.

### 1985–1987
W 1985 roku Sakerski, Murawski i Siatka reaktywowali zespół z nowym basistą Leszkiem Zawrotem w miejsce Kapłunowa, który coraz bardziej pogrążał się w nałogu narkotykowym (w 1990 roku zmarł). W tym składzie Rejestracja wystąpiła na FMR w Jarocinie i festiwalu Róbrege w Warszawie. Po FMR w Jarocinie zespół nagrał (ponownie z Krzywańskim w roli producenta) dwa utwory: „Numer 1125” („Kontrola” w zmienionej wersji) i „Wszystko można otoczyć mgłą” („Ciemność”) na tonpressowską składankę Jak punk to punk. W 1986 Sakerskiego zastąpił Mirek „Gonzo” Zacharski. Muzycy wystąpili wówczas m.in. na „Pierwszym Zlocie Młodzieży Cynicznej Ery Atomowej” w klubie „Kolejarz” w Gdyni obok takich zespołów jak: Bielizna, Formacja Nieżywych Schabuff czy Róże Europy. W następnym roku Siatka i Murawski po odejściu Zacharskiego i Zawrota rozwiązali zespół, a następnie udali się na emigrację do Niemiec.

### 1995
W 1995 roku nastąpiła kolejna reaktywacja Rejestracji w składzie: Zacharski, Murawski, Siatka i basista Bartek Lewandowski. Muzycy nagrali kilka nowych utworów w gdyńskim studiu „Modern Sound”, które ukazały się na kasecie pt. Z innego punktu widzenia prezentując zupełnie inne niż dotychczas oblicze zespołu. Kaseta nie wzbudziła szerszego zainteresowania i o zespole znów zrobiło się cicho.

### 1998–2001
W 1998 roku firma Pop Noise wydała wspomnieniową kasetę Rejestracji Zaśpiewajmy poległym żołnierzom (tytuł zaczerpnięty z jednej z piosenek) w skład której wchodziły nagrania z „Klubu Morskiego” w 1982 roku, próby w „Od Nowie” w 1983 roku oraz toruńskiego koncertu (znanego wcześniej z bootlegu „Już nie ma nic!”) z 1985. W tym samym roku ukazała się również płyta Tribute to Rejestracja, która powstała z inicjatywy muzyków zespołów: Reżim i 1125. Szerokie zainteresowanie tymi wydawnictwami i ich pozytywne recenzje doprowadziły do ponownej reaktywacji zespołu (menedżerem został wówczas ex–basista zespołu Abaddon – Tomasz „Lutek” Frost). Sakerski, Murawski i Siatka swój pierwszy wspólny występ od ponad dziesięciu lat zagrali z okazji 40–lecia klubu „Od Nowa” w Toruniu. Skład uzupełnił basista Piotr „Warszes” Warszewski. Na początku 1999 roku zespół dokonał nagrań z myślą o swojej pierwszej studyjnej płycie (część materiału ukazała się jako bonus dołączony do płyty Uwolnij się wydanej w 2009). W 2000 roku Rejestracja wzięła udział m.in. w Punkowej Orkiestrze Świątecznej Pomocy (w Krakowie) oraz wspólnym koncercie z U.K. Subs w Toruniu. Występ ten został zarejestrowany i wydany na płycie pt. Live. Po ukazaniu się płyty na rynku muzycy po raz kolejny przerwali działalność.

### od 2008
W 2008 roku zespół odrodził się jako kwintet w składzie: Sakerski, Siatka, Tomasz „Tomula” Makaruk, Marcin „Gashkes” Gaszkowski i Maciej „Gregas” Gregorczyk. Pierwszy koncert zagrali z okazji 50–lecia klubu „Od Nowa” w Toruniu u boku: Good Old Days i Dezertera. Na przełomie lutego i marca 2009 członkowie Rejestracji dokonali nagrań na pierwszy studyjny album pt. Uwolnij się, który ukazał się pod koniec maja. 8 października grupa zagrała koncert w toruńskim „Hard Rock Pub Pamela”, który został nagrany i wydany w roku następnym jako Live HRPP – 8.10.2009. W 2010 ze składu odeszli: „Gashkes” i „Tomula”. Na ich miejsce dołączył Maciej „Maciuch” Gryszka.

## Muzycy

### Aktualny skład

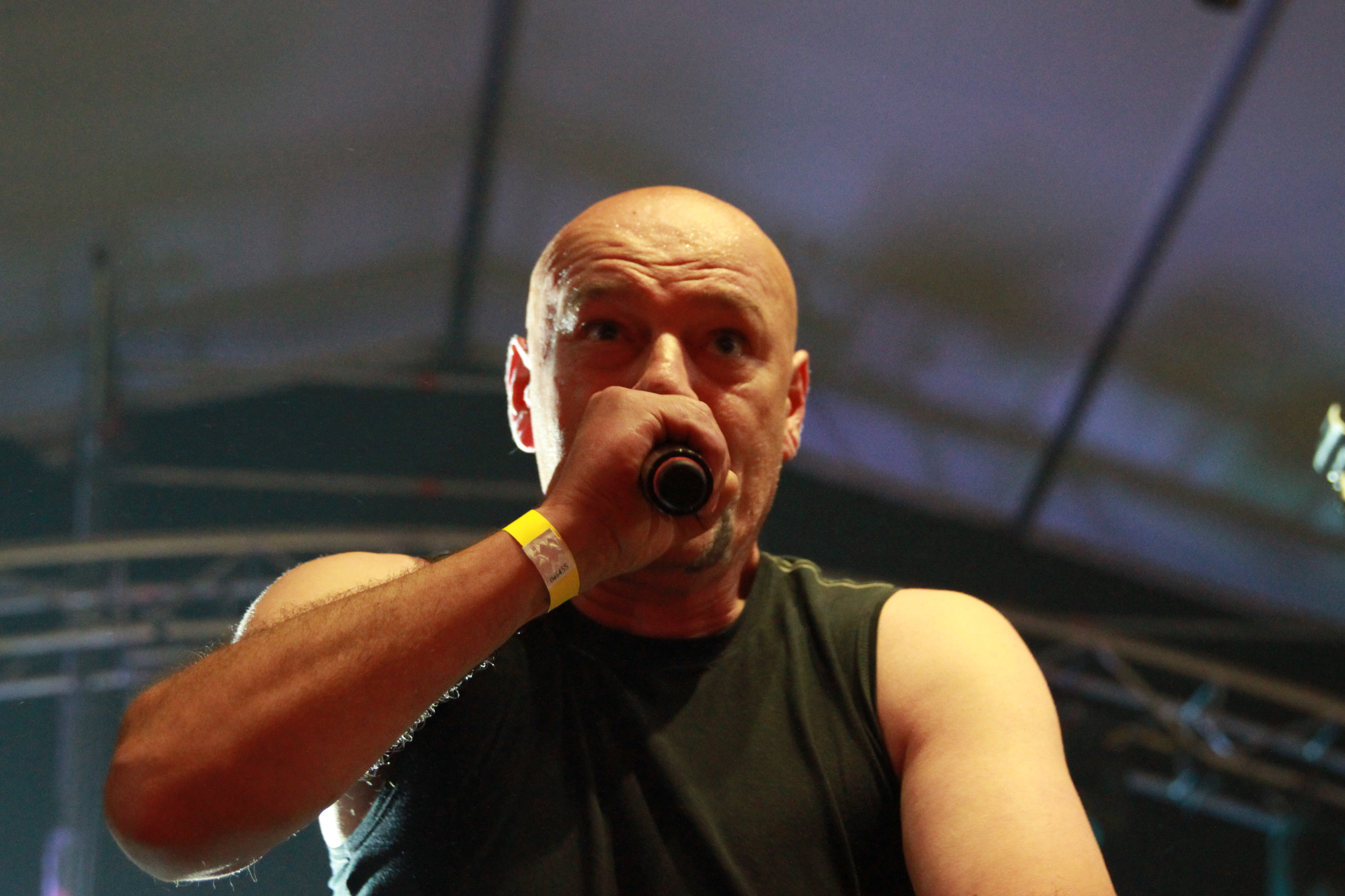
Grzegorz „Gelo” Sakerski

- Grzegorz „Gelo” Sakerski – wokal (1980–1984; 1985–1986; 1998–2001; 2008–obecnie)
- Tomasz „Siata” Siatka – perkusja (1980–1984; 1985–1987; 1995; 1998–2001; 2008–obecnie)
- Maciej „Gregas” Gregorczyk – gitara (2008–obecnie)
- Maciej „Maciuch” Gryszka – gitara basowa (2010–obecnie)

### Byli muzycy
- Lech Jarocki – gitara (1980–1981)
- Sławomir „Sawana” Kapłunow – gitara basowa (1980–1984)
- Zbigniew Cołbecki – gitara (1981)
- Tomasz „Murek” Murawski – gitara (1982–1984; 1985–1987; 1995; 1998–2001)
- Leszek „Kulka” Zawrot – gitara basowa (1985–1987)
- Mirek „Gonzo” Zacharski – wokal (1986–1987; 1995)
- Bartek Lewandowski – gitara basowa (1995)
- Piotr „Warszes” Warszewski – gitara basowa (1998–2001)
- Marcin „Gashkes” Gaszkowski – gitara basowa (2008–2010)
- Tomasz „Tomula” Makaruk – gitara (2008–2010)

## Dyskografia

### Albumy studyjne
- Z innego punktu widzenia (1995)
- Uwolnij się (2009)
- Szkoda słów (2012)
- Nocy zło (2018)

### Albumy koncertowe
- Live (2001)
- Live HRPP – 8.10.2009 (2009)

### Albumy kompilacyjne
- Zaśpiewajmy poległym żołnierzom (1998)

### EP
- Nie dajmy nadejść burzy (2010)
- Teraz wiem (2012)

### Bootlegi
- Kontrola (1982)
- Darmowe wczasy (1983)
- Już nie ma nic! (1986)
- Rejestracja (2019)

### Kompilacje różnych wykonawców
- Grevious Musical Harm (1983) – utwór: „Kontrola”[3]
- Lärmattacke, vol. 1 (1983) – utwór: „Głośny niemowa”[4]
- Lärmattacke, vol. 3 (1984) – utwór: „Śpiewajmy...” („Zaśpiewajmy poległym żołnierzom”)[5]
- Noise Behind the Iron Dustbin (1985) – utwory: „Control” („Kontrola”), „Atomic Paranoia” („Wokół nas”), „Army” („Armia”)[6]
- 1984 the 3rd (1987) – utwór: „Dziecko”[7]
- Tour de Farce, vol. 2 (1987) – utwór: „Madman” („Wariat” – wersja pochodząca z filmu To tylko Rock)[2]
- Jak punk to punk (1988) – utwory: „Numer 1125” i „Wszystko można otoczyć mgłą"
- Tour de Farce, vol. 3 (1989) – utwór: „Everything Could Be Surrounded by the Fog” („Wszystko można otoczyć mgłą”)[8]
- Tribute to Moskwa (2014) – utwór: „Tam gdzie jasno”[9].